# Cosme Vidal Llàser
Cosme Vidal Llàser (Eivissa, 1912 - 3 de gener de 1982) fou un escriptor eivissenc en llengua castellana. De molt jove s'inicià en el món de la literatura, quan amb 15 anys publicà la seva primera narració a La Voz de Ibiza sobre el tema de Nadal. Va cursar per lliure els estudis de magisteri a les escoles normals de Palma i d'Alacant, on el 1931 va obtenir el títol de mestre d'escola. Durant l'època d'estudiant fou membre del quadre escènic de la Congregació Mariana i vocal de l'associació cultural Ca Nostra, ambdós impulsats per Isidor Macabich.
Va exercir de mestre a Eivissa i Mallorca, feina que abandonà en ser mobilitzat a causa de la Guerra Civil. Acabada aquesta, es reincorporà al magisteri nacional i el 1943 fou destinat a Cornellà de Llobregat juntament amb el seu amic Marià Villangómez.
Publicà articles i contes en diversos diaris i revistes locals i nacionals sobre el tema de la creació literària, l'estil i l'estructura del conte o bé sobre els seus autors predilectes: Henry James, F. Kafka, Jorge Luis Borges, Azorín, Ignacio Aldecoa, etc. Gran part de la seva obra literària va ser en forma de contes, molts dels quals apareguer en revistes de prestigi com La Estafeta Literaria, Ínsula i Papeles de Son Armadans, entre d'altres. El 1965 publicà a Ínsula una sèrie d'articles dedicats a la generació de literats holandesos que aquells anys residien i treballaven a Eivissa. Narracions seves es troben en antologies com Narraciones de lo real y lo fantástico (Barcelona 1971) i Manifiesto Español o una antología de narradores (Antonio Beneyto, Barcelona 1973). El 1969 publicà a Barcelona un llibre de relats titulat Papeles del insomnio i aquell mateix any guanyà el premi de contes organitzat pel diari Baleares de Palma amb l'obra El olor de unas flores.
Fou finalista de dos premis de novel·la curta: el Premi Ágora de Sant Sebastià (1965) i el convocat pel col·legi universitari de Cáceres (1973). També treballà en la traducció d'una novel·la de l'autor rus Ivan A. Gontxarov, Oblómoff (Editorial Tartessos 1943), mitjançant una versió francesa i que es publicà els anys quaranta. Juntament amb els seus amics Enric Fajarnés Cardona i Marià Villangómez Llobet va participar en alguns dels més importants projectes literaris i culturals que es desenvoluparen a Eivissa entre els anys quaranta i vuitanta del s.XX, com varen ser la publicació de les tres èpoques de la revista Eivissa (primera època, 1944-55; segona, 1953-60, i tercera, a partir de 1972); el suplement Isla que de manera mensual publicà el Diario de Ibiza durant l'any 1953; els cicles de conferències i altres activitats literàries de la societat cultural i recreativa Ebusus, o la participació en les activitats complementàries de les primeres edicions de la Biennal d'Eivissa.